# Clubtelefon
Clubtelefon ist der Markenname mehrerer Münzfernsprecher der Deutschen Telekom AG bzw. deren Vorgängerin Deutsche Bundespost Telekom, die nicht im öffentlichen Raum frei zugänglich sind, sondern sich in Gebäuden befinden – vornehmlich in Gaststätten, Cafés, Hotels, Vereinsheimen, Krankenhäusern, Schulen und weiteren Einrichtungen. Sie ähneln den Telefonen, die in Telefonzellen anzutreffen sind, sind aber nur bedingt vor Vandalismus sicher.

## Geschichte
Als Vorläufer können der „Tisch-Münzfernsprecher 33“ und „Teilnehmer-Münzfernsprecher 55b“ angesehen werden. Das erste Modell „Clubtelefon 1“ kam nach mehrjähriger Erprobung im Feldversuch im Juni 1987 auf den Markt und löste in den meisten Fällen die Kombination Telefon mit Gebührenanzeiger ab. Die Clubtelefone 2 und 3 kamen über die Testphase bei der Bundespost nicht hinaus. 1990 folgte als Ergänzung das „Clubtelefon 4“, das sowohl als Tisch- als auch als Wandapparat genutzt werden konnte. Die beiden Clubtelefone 1 und 4 konnten nicht von D-Mark auf Euro umgestellt werden, somit endete deren Nutzung spätestens Ende 2001. Die Bundespostinterne Bezeichnung für die beiden Clubtelefone lautete TMünzFw88 für das Clubtelefon 1 und TMünzFw77 für das Clubtelefon 4, die Abkürzung TMünzFw steht für Teilnehmer-Münzfernsprecher.
Das „Clubtelefon 5“ erschien 1995 als Analog-Variante, ab 2001 wurde nur noch die ISDN-Version hergestellt. Es konnte auf Euro umgerüstet werden. Dafür waren in den Modellen passende Münzprüfer eingebaut und zusätzliche Beschreibungsaufkleber beigelegt worden. Ebenfalls 2001 wurden die „Clubtelefon 11“ und „41“ herausgebracht, die ebenfalls von DM auf Euro umzustellen waren. 11 und 41 unterscheiden sich nur in Details, Panzerschlauch beim 11 und beim 41 normale Telefonschnur sowie zusätzlich als Tischgerät verwendbar. Der Vertrieb von 11 und 41 durch die Deutsche Telekom wurde 2008 eingestellt, somit ist aktuell nur das „Clubtelefon 5“ noch erhältlich.

## Technische Übersicht und Preise

### Aufstellung und Leistungsmerkmale
Die Aufstellung erfolgt nicht durch die Telekom, sondern muss vom Betreiber oder Besitzer des Standortes beauftragt werden. Das Clubtelefon kann dafür von der Telekom entweder angemietet oder gekauft werden. Auch für die Pflege ist der Betreiber verantwortlich; weitere Serviceleistungen wie beispielsweise die Wartung werden vom T-Service ausgeführt. Die Telekom behandelt das Clubtelefon wie ein gewöhnliches Telefon und stellt ihrerseits die anfallenden Telefonkosten dem Betreiber in Rechnung. Dafür erhält dieser im Gegenzug die anfallenden Münzgebührentgelder des Clubtelefons, da die Höhe der Gebühren durch ihn bestimmbar sind. Die Zeittaktung war bei den Clubtelefonen 1 und 4 nicht beeinflussbar, sondern es wurde auf den Gebührenimpuls oder Gebührennachweis als vermittlungstechnisches Leistungsmerkmal zurückgegriffen; dieser erfolgt wie bei allen anderen deutschen Münzfernsprechern über ein 16-kHz-Signal. Seit dem Clubtelefon 5 kann zusätzlich der Zeittakt zwischen einer und 360 Sekunden gewählt werden. Wie bei allen anderen Münzern auch, fallen die eingeworfenen Münzen nach Beginn einer Gebühreneinheit in einen entsprechenden Behälter (umgangssprachlich als „Groschengrab“ bekannt). Daher gibt es kein Wechselgeld für angebrochene Gebühreneinheiten. Nur eingeworfene Münzen für noch nicht begonnene Gebühreneinheiten werden nach Gesprächsende zurückgegeben. Alle Clubtelefone (außer dem Clubtelefon 1) senden den sogenannten Kuckuckston aus, der vor dem Durchstellen von R-Gesprächen warnt. Die Notrufnummern 110 und 112 können münzfrei gewählt werden. Auf Antrag konnte das jedoch beim Clubtelefon 1 gesperrt werden, wodurch ein Notruf nur nach Münzeinwurf möglich war.

### Beispielhafte Preisgestaltung
Kostete 1987 eine normale Einheit 23 Pfennig, so waren an einem Clubtelefon mindestens 30 Pfennig erforderlich. Der monatliche Mietzins für das Clubtelefon betrug im Juli 1990 in der ‚Ausstattung 1‘: 42,41 DM und in der ‚Ausstattung 2‘: 62,42 DM. Zum Vergleich betrugen damals die Mietkosten für ein Standardtelefon mit Wählscheibe 2,39 DM, mit Tastenfeld 3,02 DM; für ein Mietgerät mit Tastenfeld, Tonrufeinrichtung und Wahlwiederholung mussten 3,31 DM monatlich gezahlt werden (Auszüge aus der ersten Preisliste nach der Liberalisierung des Endgerätemarktes).
Im April 1992 betrugen die Kosten:
- Clubtelefon 1: Kaufpreis 3.498 DM (entspräche heute 3.275 Euro), Miete 62,42 DM/Monat (Mindestmietzeit: 5 Jahre)
- Clubtelefon 4: Kaufpreis 1.998 DM (entspräche heute 1.871 Euro), Miete 42,41 DM/Monat (Mindestmietzeit: 5 Jahre)

Das aktuell verfügbare Clubtelefon 5 kostete bei der Telekom im Oktober 2009:
- Kaufpreis 688,79 € bzw. Miete 41,38 €/Monat (zuzüglich Mehrwertsteuer)

## Beschreibung der Clubtelefone

### Clubtelefon 1

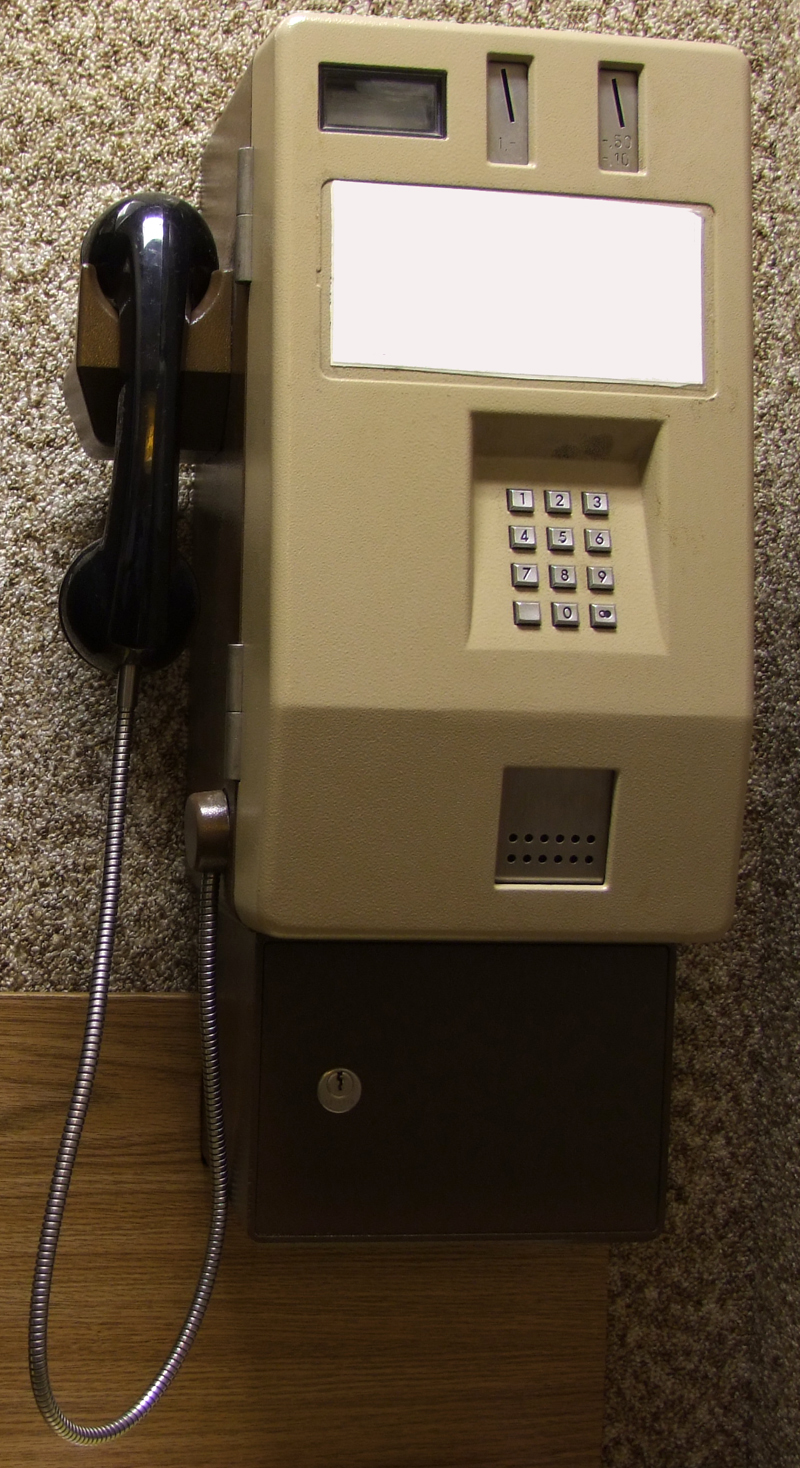
Clubtelefon 1

Das Clubtelefon 1 (auch TMünzFw88 genannt) wurde im Juni 1987 eingeführt. Das Gehäuse ähnelt den öffentlichen Münzfernsprechern zu jener Zeit, jedoch war das von der Landis & Gyr Communications Deutschland GmbH hergestellte Clubtelefon kleiner (Höhe 545 mm × Breite 220 mm × Tiefe 225 mm) und – anstatt der grauen Hammerschlaglackierung der Geräte in Telefonzellen – in den Farben braun-beige gehalten. In das 17 Kilogramm schwere Clubtelefon konnten nur drei verschiedene Münzen in zwei vorhandene Münzschlitze (1-DM-Stücke und 10 mit 50 Pfennig) eingeworfen werden. Das Clubtelefon 1 ließ sich nicht auf Euromünzen umrüsten. Die Münzprüfung erfolgte mechanisch und elektronisch; eine vierstellige Flüssigkristallanzeige zeigte das Guthaben. Die Nachzahlaufforderung erfolgte akustisch 10 Sekunden vor Guthabenende und durch Blinken der Anzeige. Eine Wiederwahl war nach Kurzeinhängen des Hörers (kürzer als 1,5 Sekunden) möglich. Neben dem Impulswahlverfahren sollte optional das Mehrfrequenzwahlverfahren zur Verfügung stehen, was aber nie eingesetzt wurde; der Stecker auf der Platine für die MFV-Erweiterungsplatine wurde nur in den ersten Geräten verbaut, später blieb der Platz unbestückt. Der Tastenwahlblock bestand aus Metall. Ankommende Gespräche waren möglich. Ein integriertes Prüfprogramm mit Anzeige der defekten Baugruppe zeigte einem Servicetechniker eine eventuelle Störung an. Der Speisestrom auf der Anschlussleitung musste mindestens 17 mA betragen; bei Bedarf konnte ein Netzteil nachgerüstet werden, was aber von der Post nie eingeführt wurde. Der wegen der Position des optionalen Netzteils direkt neben dem Hauptprozessor notwendige Magnetfeldschutz wurde später weggelassen. Das Clubtelefon 1 konnte bei einer Temperatur zwischen −30 °C und +55 °C betrieben werden.
Zugelassene Verkehrsmöglichkeiten waren Ortsgespräche, Nah- und Selbstwählferndienst-Gespräche (Inland, „SWFD“), Ansagedienste, SWFD-Gespräche
in das europäische Ausland mit den Vorwahlziffern 003, 004 sowie in die Türkei 0090 und Fernsprechauskünfte (Inland/Ausland). Gesperrt waren Telegrammaufnahme, Fernsprechauftragsdienste, FernVSt Hand (Inland), Küstenfunk, FernVSt (Ausland) und SWFD-Gespräche (Ausland).

### Clubtelefone 2 und 3
Die Clubtelefone 2 und 3 wurden in Feldversuchen von der Deutschen Bundespost Telekom getestet, jedoch nicht eingeführt.

### Clubtelefon 4

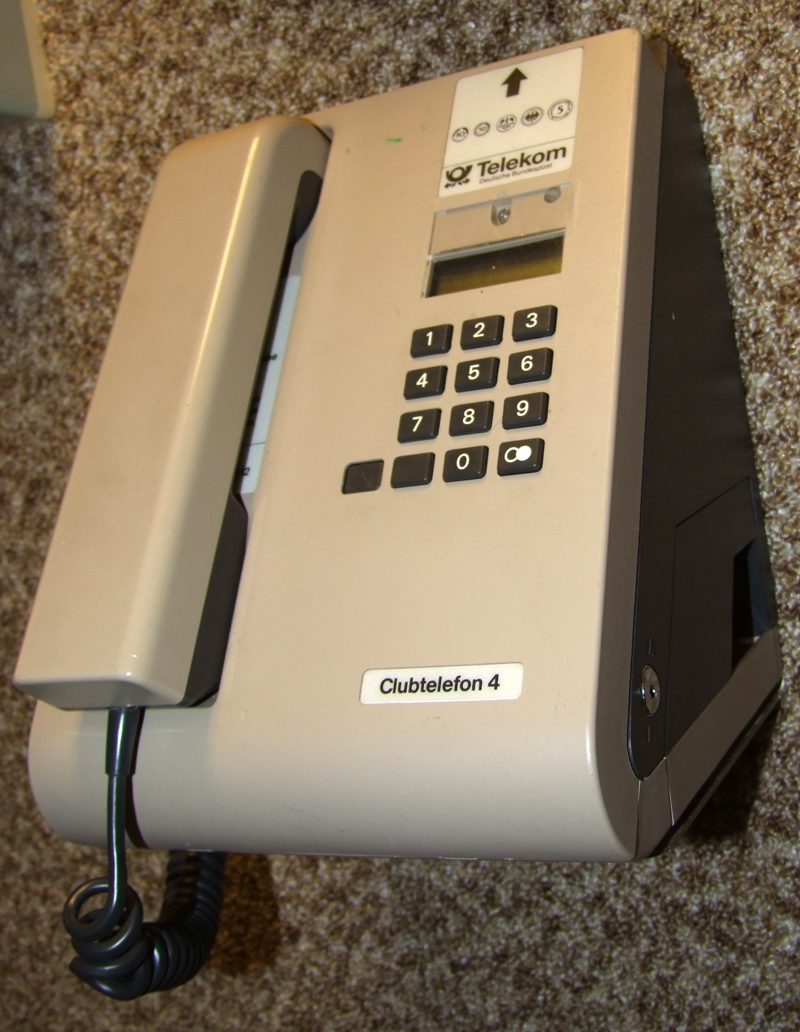
Clubtelefon 4, hier als Wandmodell in einer inhäusigen Telefonkabine, die zur Schalldämmung mit Teppich an den Wänden versehen ist.

Das Clubtelefon 4 (auch TMünzFw77 genannt) konnte als Tisch- und Wandapparat verwendet werden und wurde zwischen 1990 und 1995 von Landis & Gyr Communications Deutschland GmbH hergestellt. Die Farbgebung des Kunststoffgehäuses war, wie bereits beim Clubtelefon 1, in braun-beige gehalten. Es verfügte über eine elektronische Münzprüfung für 10- und 50-Pfennig-Stücke sowie für 1-, 2- und 5-DM-Münzen. Die auf der Rückseite des Gehäuses befindliche Geldkassette war nur unzureichend geschützt. Jedoch war ein externer Kassettenanbau aus Stahl, ähnlich dem des Clubtelefon 1, erhältlich. Dann war jedoch nur Wandmontage möglich. Das Clubtelefon 4 konnte im Impulswahlverfahren und Mehrfrequenzwahlverfahren betrieben, aber nicht auf Euro umgerüstet werden. Notrufnummern waren münzfrei wählbar.

### Clubtelefon 5

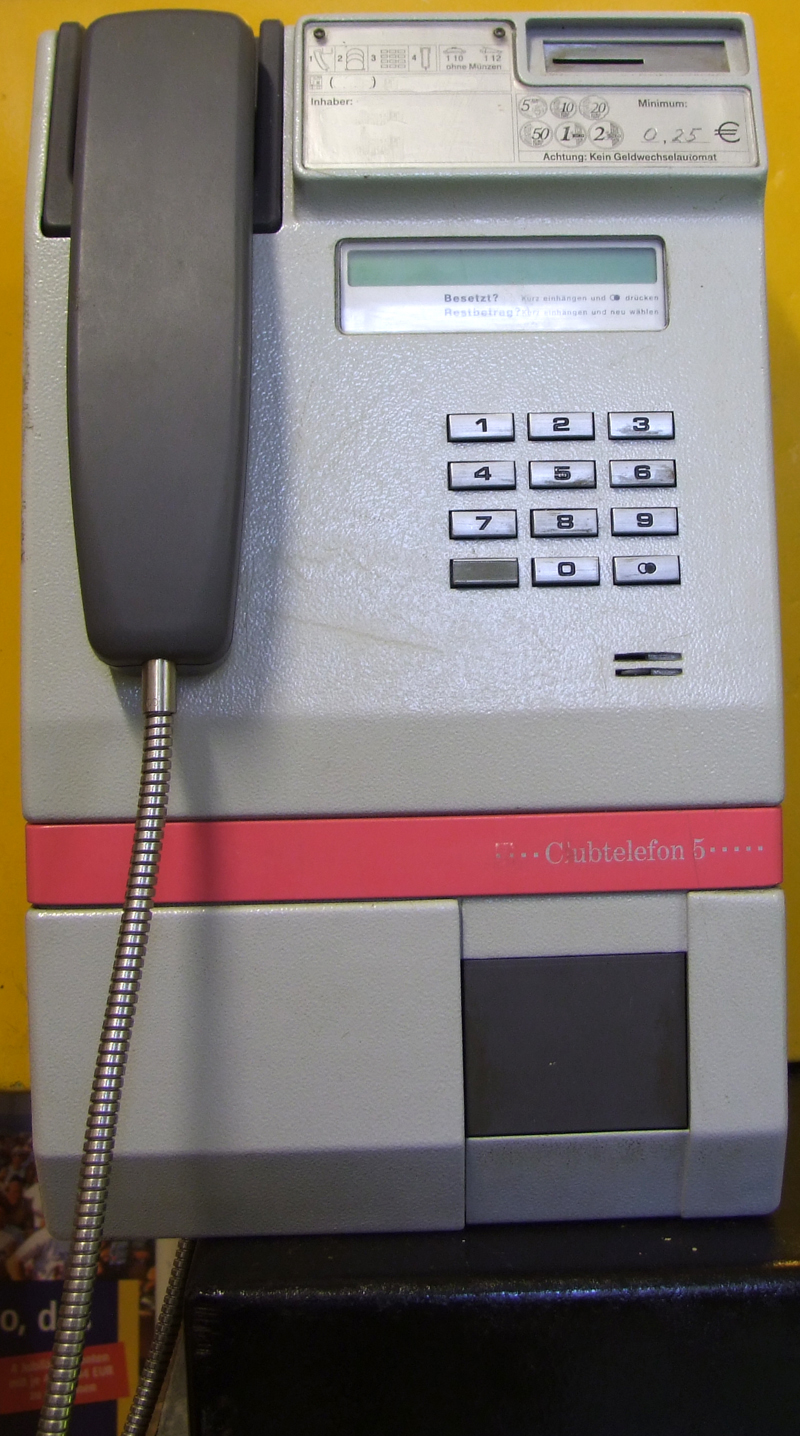
Clubtelefon 5

Das Clubtelefon 5 wurde erstmals im Juli 1995 von FMN communications hergestellt. Die analoge Variante wurde bis 2001 produziert, danach nur noch die ISDN-Version. Das Clubtelefon 5 konnte von DM auf Euro umgerüstet werden und ist immer noch aktuell und in einer weiteren Variante als öffentliches Telefon verfügbar. Zwischen 2004 und Ende 2008 gab es das „Club 5“ auch mit eingebautem WLAN-Hotspot.
Die Farbgebung des „Club 5“ war zuerst in Hellgrau-Dunkelgrau gehalten und wurde später auf Hellgrau mit einem magentafarbenen „Design-Bügel“ geändert.
Es konnten Pfennig- und DM-Münzen zwischen 10 Pfennig und 5 DM verarbeitet werden. Seit der Umstellung auf Euro werden alle Münzen zwischen 5 Cent und 2 Euro angenommen. Das „Club 5“ verfügt wie seine Vorgänger über eine elektronische Münzprüfung, das Fassungsvermögen des Münzbehälters beträgt rund 400 10-Pf- bzw. Cent-Münzen. Das Wandgerät besteht aus einem Aluminiumdruckguss-Gehäuse, dessen Oberfläche mit einer Kunststoffpulverbeschichtung geschützt ist, sowie einer Metalltastatur. Der Hörer ist aus Kunststoff gefertigt, die Hörerschnur mit einem Panzerschlauch versehen. Die Abmessungen betragen in der Höhe 390 mm, in der Breite 240 mm und 143 mm in der Tiefe. Das Gewicht beträgt ungefähr 8 kg. Die Energieversorgung erfolgt bei der Standardausführung über das Telefonnetz. Als Wahlverfahren stehen das Impulswahlverfahren und das Tonwahlverfahren (MFV) zur Verfügung. Die Steuerung der Kassierung erfolgt durch den 16-kHz-Zählimpuls bzw. durch Eigentarifierung.
Der Hersteller FMN bot dieses Münztelefon auch in eigenen Versionen (ohne Telekomdesign) als FMN S500 €URO (analog) FMN S550 €URO (ISDN) und als FMN S700 €URO (Geldkartentelefon) an. Der Schlitz für die Geldkarte befindet sich bei diesem Fernsprecher an Stelle des Münzrückgabefachs. Weitere Versionen mit IP-Anschlüssen oder auf GSM-Basis wurden auf Basis des FMN S5000 erprobt, jedoch nicht am Markt eingeführt. Die Geräte von FMN waren fernwartbar (nicht die ISDN-Varianten S550 und S5500), die der Telekom jedoch nicht.

#### Clubtelefon 5 Ötel

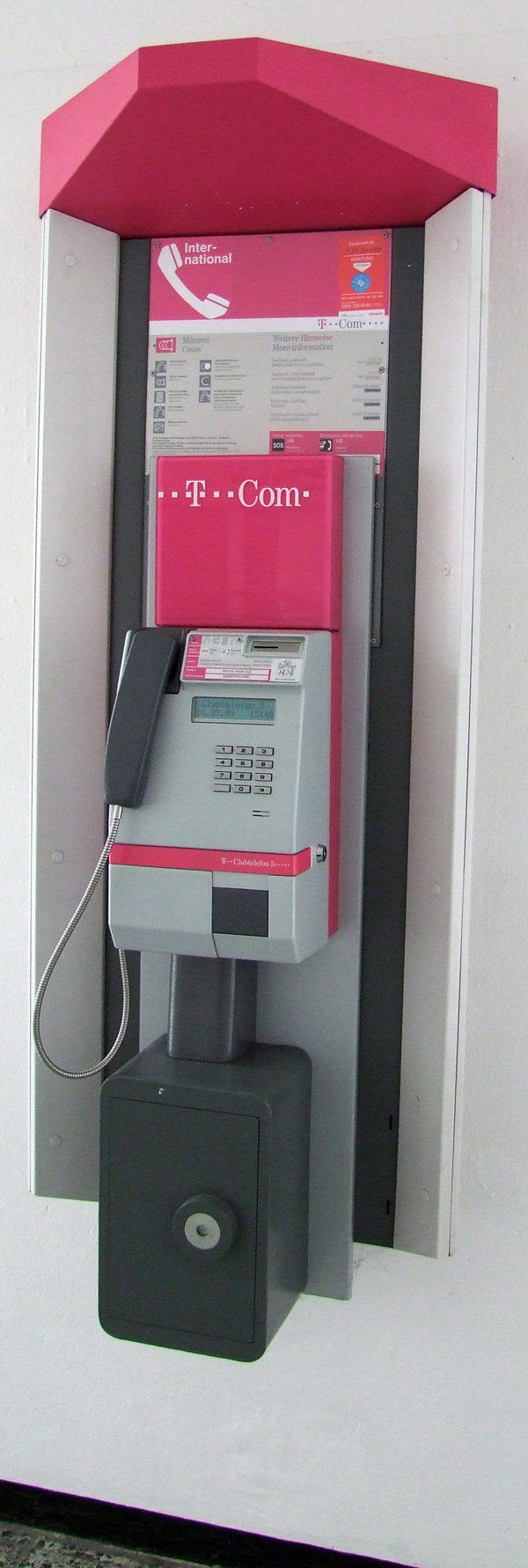
Clubtelefon 5 als öffentliches Telefon auf dem Frankfurter Messegelände

Durch die robuste Metallausführung wird das Clubtelefon 5 ISDN auch als Ötel-Version verwendet. Dabei handelt es sich um ein öffentliches Telefon. Zu erkennen ist das Club 5 Ötel daran, dass unter dem Telefon ein Schacht zu einem weiteren Behälter führt, in den die Münzen direkt fallen. Das hat den zusätzlichen Vorteil, dass bei einem eventuellen Münzraub nicht unbedingt das Telefon zerstört wird, sondern nur – wenn es überhaupt gelingt – der Münzsafe. Es wird derselbe Kassettenanbau wie beim Münztelefon 23 verwendet. Die erforderliche Schnittstelle, um den Datenspeicher ansprechen zu können, ist auch vorhanden. Das Clubtelefon 5 ÖTel verfügt über dieselbe Hardware wie die des Clubtelefon 5 W-LAN, der „W-LAN-Rucksack“ ist jedoch leer. Dieser war erforderlich, da der viel tiefere Tresor sonst weit über das Gerät heraus geragt hätte. Eine zusätzliche Stromversorgung, wie bei anderen öffentlichen Münztelefonen der Deutschen Telekom üblich, war nicht erforderlich, lediglich der NTBA musste gespeist werden. Dies Gerät war auch fernwartbar, jedoch nicht mit dem Protokoll, das FMN sonst verwendete.

#### Clubtelefon 5 W-LAN

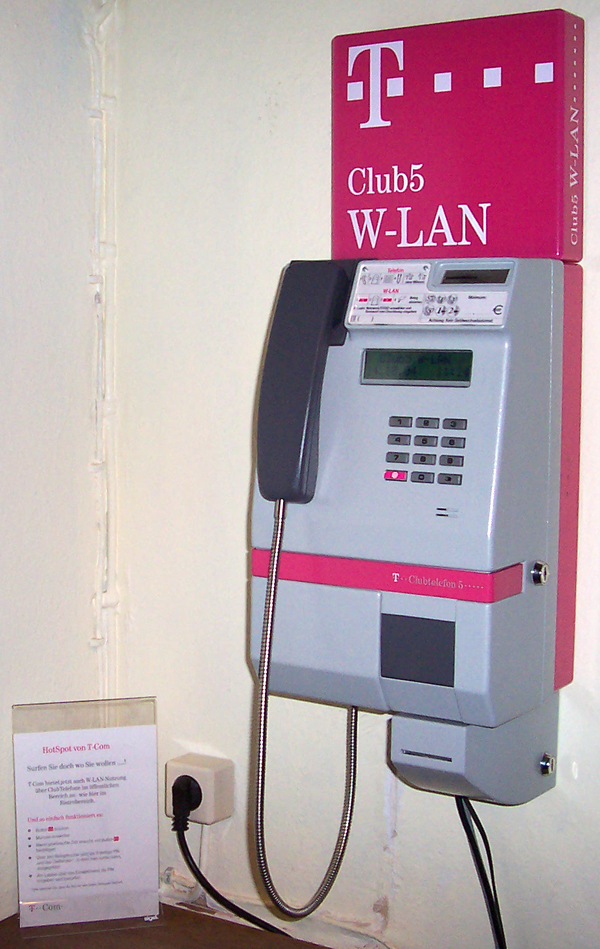
Clubtelefon 5 mit W-LAN; die Sendetechnik befindet sich hinter dem Telefon unter der magentafarbenen Abdeckung.

Das Clubtelefon 5 W-LAN wurde zwischen 2004 und Ende 2008 angeboten und hatte im Unterschied zum normalen „Club 5“ eine magentafarbene „WLAN-Taste“ links neben der Nulltaste. Unterhalb des Rückgabefaches befand sich ein kleines Zusatzgehäuse, welches nach Aktivierung und Bezahlung der WLAN-Funktionen einen Ausdruck mit den Zugangsdaten zum WLAN der Telekom AG ausgab. Für den Drucker und den WLAN-Sender bzw. den Hot Spot war eine zusätzliche Stromversorgung notwendig. Zur WLAN-Nutzung musste die WLAN-Taste gedrückt und anschließend entsprechend der Nutzungsdauer Geldmünzen eingeworfen werden. Der Hersteller bot dies Modell auch als alpha call&surf an, die eingebaute Fernwartungsoption des Clubtelefon 5 W-LAN fehlte diesem jedoch.
Die für das Funknetz erforderliche Antennen waren hinter der mit „T-Com Hier mit WLAN kabellos ins Internet“ bzw. „•T• • • • Club5 W-LAN“ beschrifteten magentafarbenen Abdeckung montiert. Die weitere WLAN-Technik wurde hinter dem eigentlichen Münztelefon in einem zusätzlichen Modul, dem Rucksack, untergebracht.
Das Gerät hatte eine speziell angepasste Software und eine geänderte Hauptplatine, die die Ansteuerung der zusätzlichen Komponenten ermöglichte. Prinzipiell konnte es aber auch als reines „Clubtelefon 5 ISDN“ betrieben werden.

### Clubtelefon 11

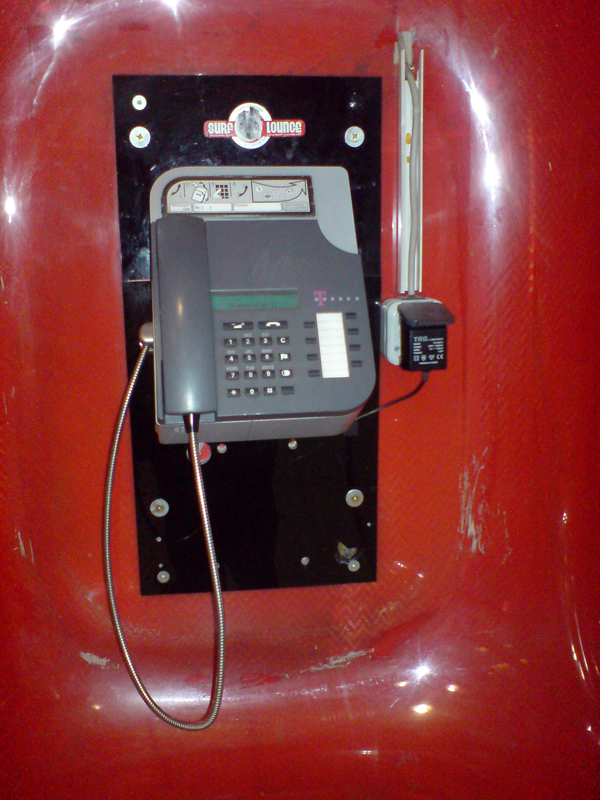
Das Clubtelefon 11 kann man am Panzerschlauchkabel erkennen. Hier in einer Telefonhaube montiert.

Das Clubtelefon 11 wurde zwischen 2001 und Ende 2008 angeboten und war von DM auf Euro umrüstbar. Hersteller der Clubtelefone 11 und 41 war die Firma Siemens Elasa in Spanien. Es funktioniert im analogen Telefonnetz im Tonwahlverfahren und benötigt für den Betrieb einen zusätzlichen Stromanschluss; bei einem Stromausfall bleibt das Telefon für Notrufe ungefähr 20 Stunden einsatzbereit. Ein Münzzähler überwacht den Münzbehälter-Füllstand und beschränkt diesen auf 400 Münzen; danach sind wie beim Clubtelefon 5 nur noch Notrufe möglich. Im Display wird auf diesen Umstand hingewiesen.
Das Gehäuse besteht zum größten Teil aus Kunststoff, die beiden Schlösser und der Deckel des Münzrückgabefaches aus Metall. Das Wandgerät hat Abmessungen von 225 mm × 300 mm × 225 mm bei einem Gewicht von 5 Kilogramm. Es kann in trockenen Innenräumen zwischen 0 und 50 °C in einem „überwachten Bereich“ betrieben werden. Beim Einsatz an einem automatischen Umschalter sind Gesprächsübergaben vom Clubtelefon 11 möglich, in umgekehrter Reihenfolge jedoch nicht. Die Handapparatschnur ist mit einem Panzerschlauch geschützt.
Die Beträge für die erste Tarifeinheit und die Folgeeinheiten sind von 0,00 bis 2,00 Euro in 5-ct-Schritten frei einstellbar. Beim DM-Gerät lag der Bereich zwischen 0,00 und 2,00 DM und konnte in 0,10-DM-Schritten gewählt werden. Die Voreinstellung beträgt 0,25 Euro bzw. 0,50 DM. Eine Kombination von DM- und Euro-Münzen ist nicht möglich.
Nach kurzem Einhängen des Hörers oder dem Drücken der entsprechenden Kurzeinhängetaste kann vorhandenes Restguthaben für ein weiteres Gespräch genutzt werden. Durch nachträgliches, passendes Einwerfen eines verbrauchten Betrages ist es auch möglich, zuvor zu viel eingeworfenes Geld zurückzuerhalten. Werden beispielsweise nach Einwurf einer 50-Cent- und einer 1-Euro-Münze für 60 Cent telefoniert, wird durch Nachzahlung von 2×5 oder 1×10 Cent die 1-Euro-Münze zurückgegeben. Die Benutzerführung im Display lässt sich zwischen deutscher, englischer, französischer und spanischer Sprache umschalten. Zur Sicherheit des Betreibers sind bestimmte Rufnummernblöcke – wie beispielsweise Mehrwertdienste – gesperrt, können aber von diesem auf eigenes Risiko freigeschaltet werden. Des Weiteren verfügt das Telefon über acht Kurzwahltasten, die vom Betreiber frei belegt werden können.
Ein eingebauter Statistikzähler informiert den Clubtelefonbetreiber über die Anzahl und Gesamtdauer der geführten Gespräche, die Gesamteinnahmen, die Anzahl der kassierten Münzen oder ob die von ihm programmierten Zielwahltasten genutzt wurden.

### Clubtelefon 41

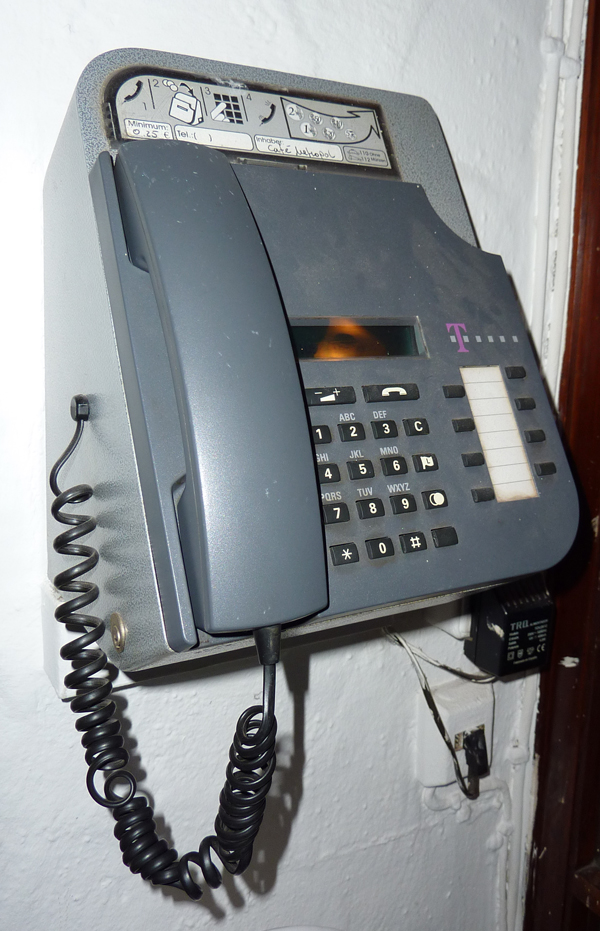
Das Clubtelefon 41 hat eine normale Wendel-Telefonschnur. Hier als Wandgerät montiert.

Das Clubtelefon 41 wurde – parallel zum Clubtelefon 11 – ebenfalls zwischen 2001 und Ende 2008 angeboten und ist bis auf wenige Unterschiede mit diesem identisch. Die Wendel-Telefonschnur zum Hörer besitzt beim Modell 41 keinen Panzerschlauch und das Gerät kann zusätzlich auch als Tischgerät verwendet werden. Auch unterscheidet sich die Anzahl der eigentarifiert behandelten Rufnummern, 100 Rufnummern sind es beim 41 und 10 beim 11 laut Bedienungsanleitung.

## Ähnliche Münzfernsprecher

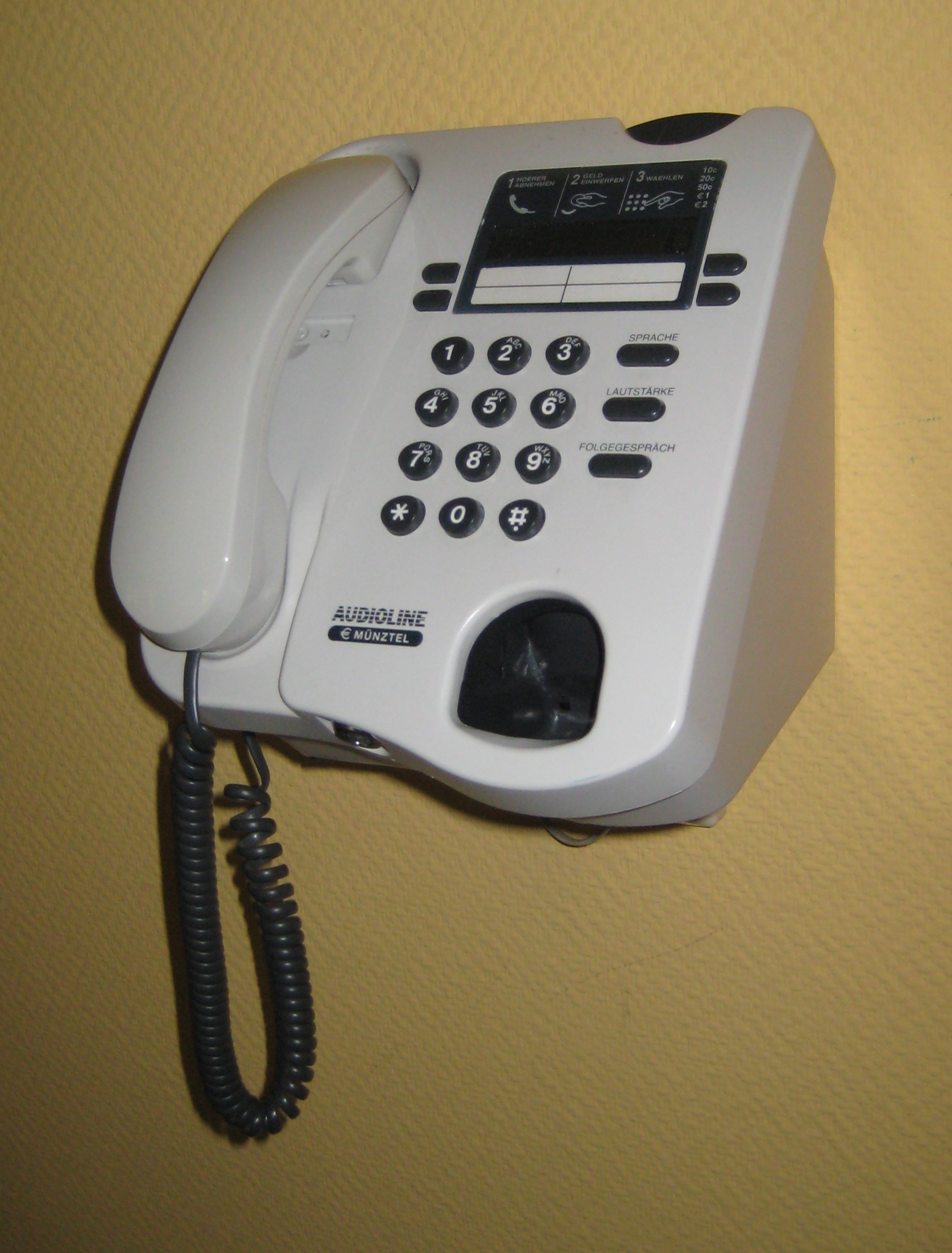
Audioline

Mit der Liberalisierung des deutschen Telefonmarktes können Telefongesellschaften und Telekommunikationsgerätehersteller ebenfalls Münzfernsprecher herstellen und vertreiben. Bekannt sind zum Beispiel von Audioline das „Euro Münztel safe“, „Münztel 1 G“ und „Münztel 1 G Safe“. Der Hersteller Olympia bietet das „Europay 640“ an.

## Literatur

Anlage zur Amtsblattverfügung T 221/1990